# Cyborg 2087
Pour plus de détails, voir Fiche technique et Distribution.
Cyborg 2087 est un film américain de science-fiction réalisé par Franklin Adreon, sorti en 1966.

## Synopsis
En 2087, les Cyborgs, êtres mi-humains, mi-machines, se révoltent contre la dictature et envoient l'un des leurs, Garth A7, en 1966, dans l'intention de changer l'avenir. Il doit empêcher le professeur Sigmund Marx, inventeur de la radiotélépathie, de révéler sa nouvelle invention qui, plus de 120 ans plus tard, plongera le monde dans le chaos total. Pour arriver à ses fins, Garth s'entoure des docteurs Sharon Mason et du docteur Zeller qui l’aideront notamment à se débarrasser d’un système de traceur implanté en lui. Car Garth A7 est traqué par deux « Traceurs », deux méchants cyborgs programmés par la dictature du futur pour l'éliminer avant qu'il ne réussisse sa mission.

## Fiche technique
- Titre original et français : Cyborg 2087
- Réalisation : Franklin Adreon
- Scénario : Arthur C. Pierce
- Photographie : Alan Stensvold
- Montage : Frank P. Keller
- Musique : Paul Dunlap
- Producteur : Earle Lyon
- Société de production : Harold Goldman Associates
- Société de distribution : United Pictures Corporation
- Pays d'origine :  États-Unis
- Format : couleurs
- Genre : Film de science-fiction
- Durée : 86 minutes (1 h 26)
- Date de sortie : 
  -  États-Unis : octobre 1966

## Distribution
- Michael Rennie : Garth A7
- Karen Steele : Dr Sharon Mason
- Wendell Corey : le shérif
- Warren Stevens : Dr Carl Zellar
- Eduard Franz : professeur Sigmund Marx
- John Beck : Skinny
- Chubby Johnson : Oncle Pete
- Jo Ann Pflug : la femme dans la cabine de contrôle
- Harry Carey Jr. : Jay C
- Charles Evans : Andrew
- Ruth Foster : un citoyen dans la foule
- Dale Van Sickel : Traceur 1
- Troy Melton : Traceur 2